# The Rainbow Children
The Rainbow Children è il ventiquattresimo album in studio del cantante e musicista statunitense Prince, pubblicato nel 2001 dalla etichetta NPG Records e distribuito dalla Redline Entertainment.
Inizialmente pubblicato attraverso il sito web NPG Music Club, è il primo album ufficiale ad uscire nuovamente sotto il nome di Prince.
Questo concept album illustra i temi comuni di Prince sulla spiritualità e la sessualità umana, così come l'amore e il razzismo, attraverso la storia fittizia di un movimento sociale verso una società utopica ispirata a Martin Luther King, Jr.
Musicalmente, "The Rainbow Children" ha segnato un ritorno a un suono più "organico" per Prince. A differenza dei suoi predecessori, l'album presenta batteria dal vivo e fa ampio uso di fiati. Molte canzoni di questo lavoro sono state eseguite dal vivo durante il One Nite Alone Tour del 2002 di Prince, che divenne un successo immediato sia per i fan che per la critica.
L'album aveva anche un sito web promozionale dedicato che offriva i brani "She Loves Me 4 Me" e "Mellow" come download MP3 gratuiti.
La copertina dell'album presenta l'opera "The Reine Keis Quintet" di Cbabi Bayoc.

## Tracce
1. Rainbow Children – 10:03
2. Muse 2 the Pharaoh – 4:21
3. Digital Garden – 4:07
4. The Work, pt. 1 – 4:28
5. Everywhere – 2:55
6. The Sensual Everafter – 2:58
7. Mellow – 4:24
8. 1+1+1 is 3 – 5:17
9. Deconstruction – 2:00
10. Wedding Feast – 0:54
11. She Loves Me 4 Me – 2:49
12. Family Name – 8:17
13. The Everlasting Now – 8:18
14. Last December – 7:58
15. Untitled hidden track – 0:04
16. Untitled hidden track – 0:04
17. Untitled hidden track – 0:04
18. Untitled hidden track – 0:04
19. Untitled hidden track – 0:04
20. Untitled hidden track – 0:08
21. Untitled hidden track – 0:38

- Le tracce 15-21 sono tutte tracce nascoste e sono tutte in silenzio ad eccezione della traccia 21, che sfuma gradualmente alla ripetizione della parola "one" cantata.
- Untitled hidden track = Traccia nascosta senza titolo